# (13390) Bouška
(13390) Bouška – planetoida z grupy pasa głównego asteroid okrążająca Słońce w ciągu 4 lat i 55 dni w średniej odległości 2,58 j.a. Została odkryta 18 marca 1999 roku. Przed nadaniem nazwy planetoida nosiła oznaczenie tymczasowe (13390) 1999 FQ3.